# William Glackens
William James Glackens (Filadelfia, 13 marzo 1870 – Westport, 22 maggio 1938) è stato un pittore statunitense.

## Biografia
Nacque a Filadelfia (Pennsylvania), dove la sua famiglia viveva da molte generazioni e dove suo padre Samuel lavorava per la "Pennsylvania Railroad". William aveva una sorella e un fratello maggiore, Louis Glackens, che era illustratore e vignettista.

Studiò alla "Central High School" e si diplomò nel 1890. Scoprì quindi di avere una particolare inclinazione e un'autentica attitudine per il disegno. Così, finite le scuole, divenne artista-reporter per il giornale Pennsylvania Record. Nel 1892 cominciò a fare illustrazioni per il quotidiano  Pennsylvania Press e frequentò i corsi serali della "Pennsylvania Academy of Fine Arts", studiando sotto la guida di Thomas Pollock Anshutz.
Nel 1895 partì per Parigi e nel 1898 fu corrispondente di guerra per il McClure Magazine durante la guerra ispano-americana.

Divenuto famoso per i suoi disegni, iniziò a dipingere e il suo primo quadro fu "Hammerstein's Roof Garden" che venne esposto nella galleria Allen di New York.

Glackens fu uno del "Gruppo degli otto" (The Eight), i fondatori della Ash Can School, movimento di pittura realistica (spesso confuso con il "gruppo degli otto" (The Eights) fondato da Robert Henri).  Si interessò molto all'impressionismo, subendone palesemente l'influenza, e trascorse molto tempo in Europa. La sua conoscenza della pittura e il suo acuto discernimento fece di lui uno dei consiglieri influenti di Albert C. Barnes, per la sua collezione di quadri.
Glackens rifiutò ogni formalismo accademico e dipinse soprattutto soggetti tratti dalle strade e dalla vita del ceto medio americano.

Morì nel Connecticut, a Westport, nel maggio del 1938, all'età di 68 anni.

## Alcune opere

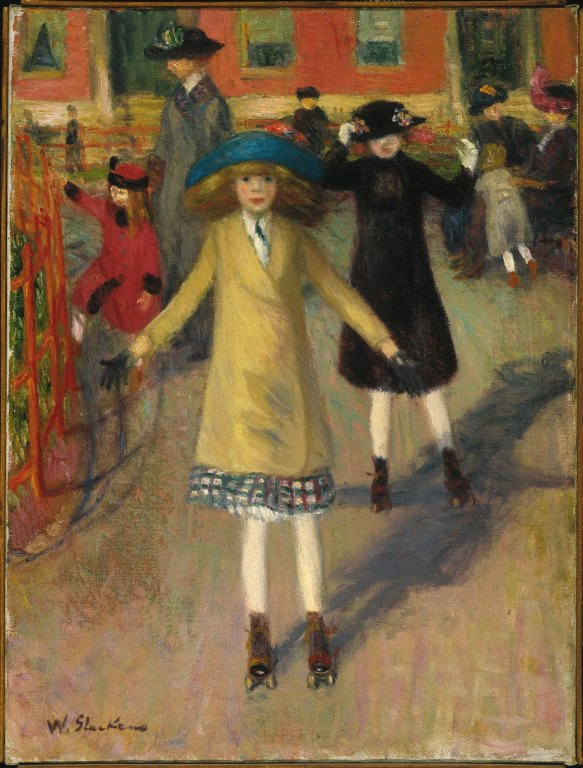
Ragazza sugli schettini

- 1895 - Autumn Landscape, Olio su tela - (Paesaggio autunnale)
- 1904 - Portrait of the Artist's Wife, Olio su tela - (Ritratto della moglie dell'artista)
- 1905 - Chez Mouquin, Olio su tela - (Al caffè Mouquin)
- 1905 - Maypole, Central Park, Olio su tela - (Maypole a Central Park)
- 1905 - Central Park in Winter, Olio su tela - (Central Park in inverno)
- 1910 - Nude with Apple, Olio su tela - (Nudo con mela)
- 1912 - March Day, Washington Square, Olio su tela - Immagine
- 1912 - Sledding, Central Park, Olio su tela - (Sulla slitta a Central Park)
- 1912 - Bathing at Bellport, Long Island, Olio su tela - (Bagni a Bellport)  - Immagine
- 1918 - Beach Scene, New London, Olio su tela - (Scena sulla spiaggia a New London)
- 1918 - Woman in Blue Hat, Olio su tela - (Donna con il cappello blu)
- 1930 - Flowers in a Quimper Pitcher, Olio su tela - (Fiori in una brocca di Quimper)
- 1935 - The Soda Fountain, Olio su tela - (La fontana di seltz)

## Mostre
- The Eight Exhibition, Macbeth Gallery, New York. 1908.
- Exhibition of Independent Artists, mostra viaggiante. 1910.
- The Armory Show, New York. 1913.
- City Life Around the Eight,  Metropolitan Museum of Art, NY. 2000.
- Scenes of American Life: Treasures from the Smithsonian American Art Museum, Dayton Art Institute. 2002.

## Galleria d'immagini

### Ritratti femminili

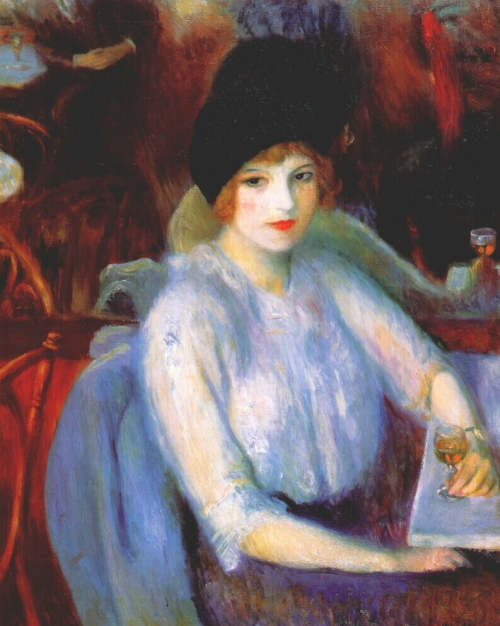
Kay Laurell 1
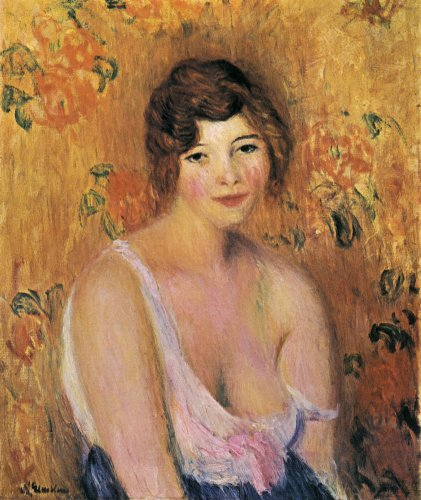
Kay Laurel 2
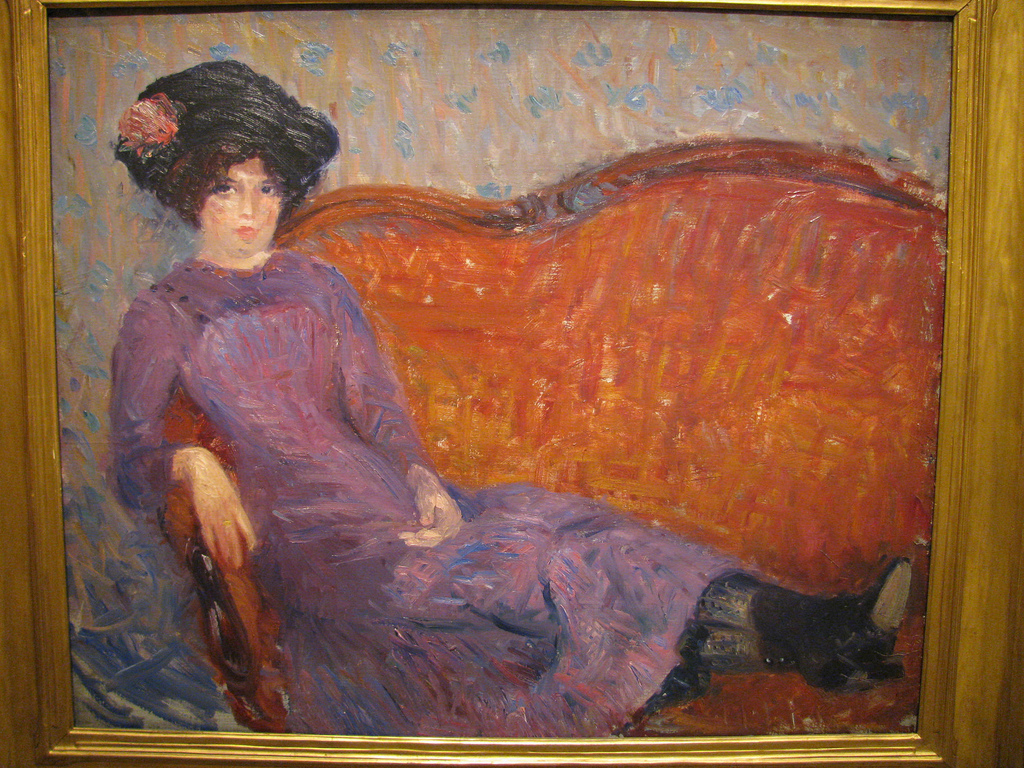
Il vestito porpora
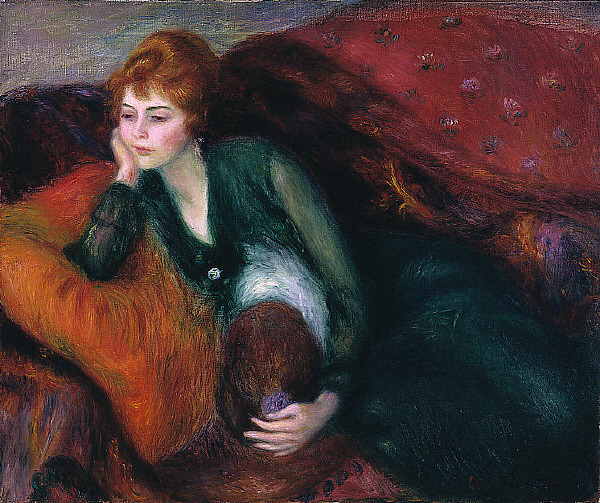
Donna in verde
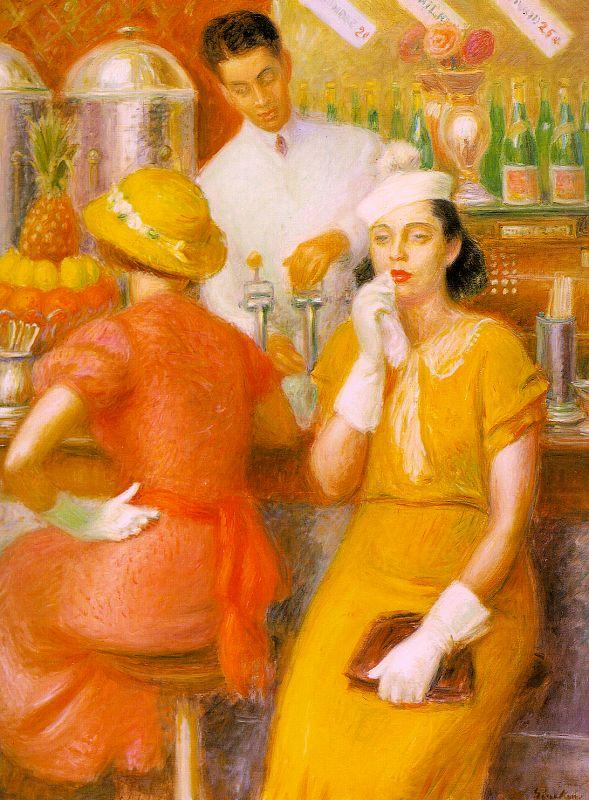
Soda Fountain

### Nudi

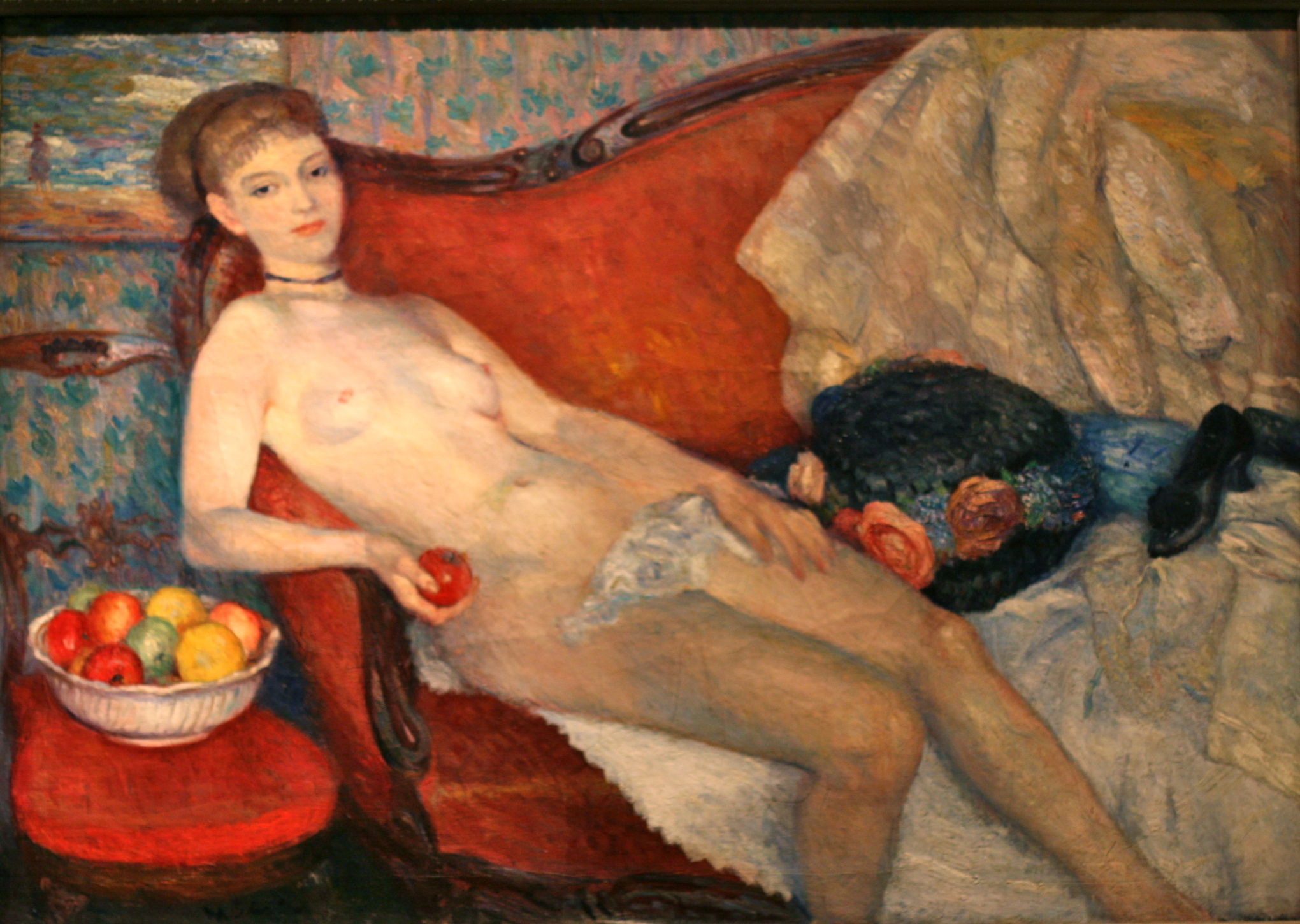
Nudo con mela
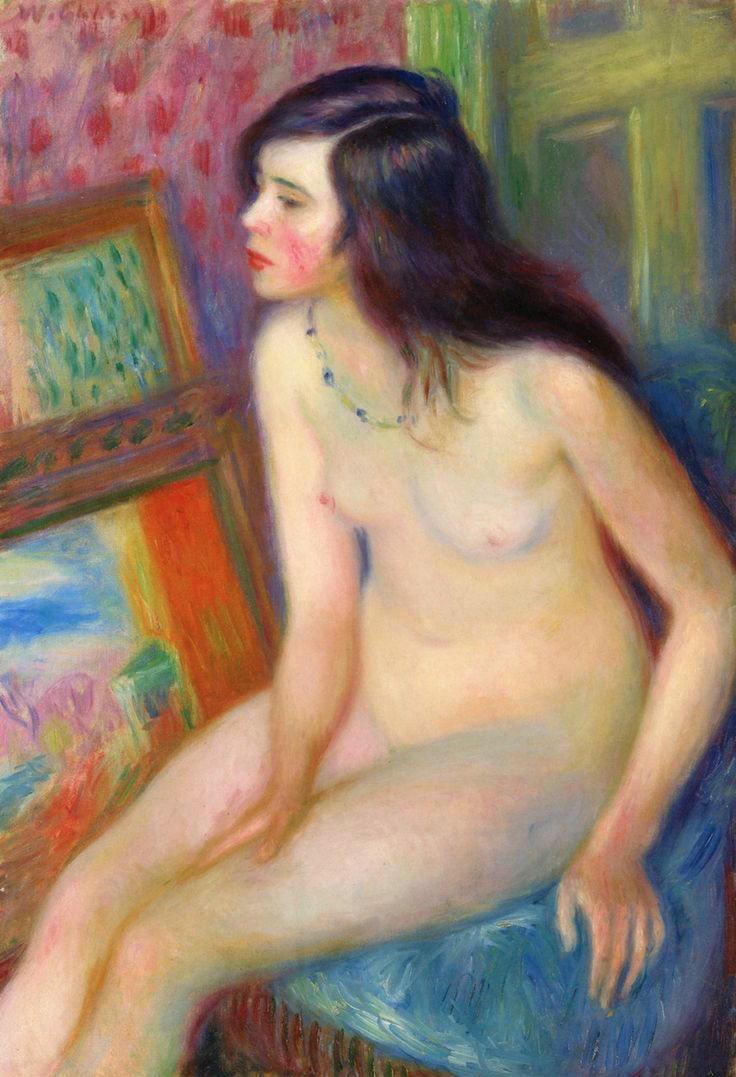
Nudo
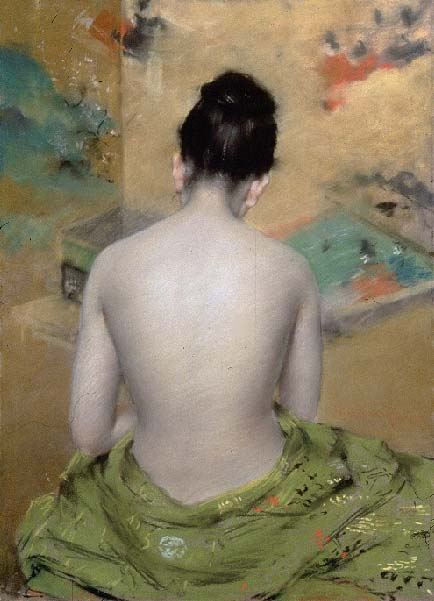
Nudo di schiena

### Al mare

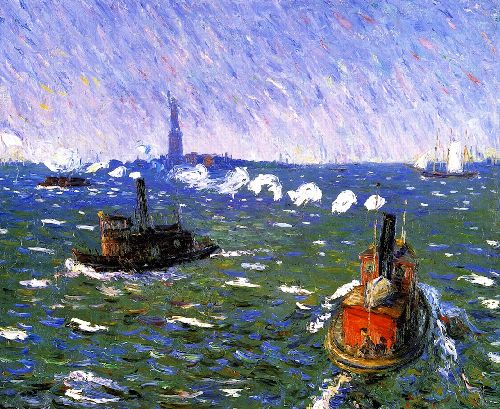
Fresca giornata di mare
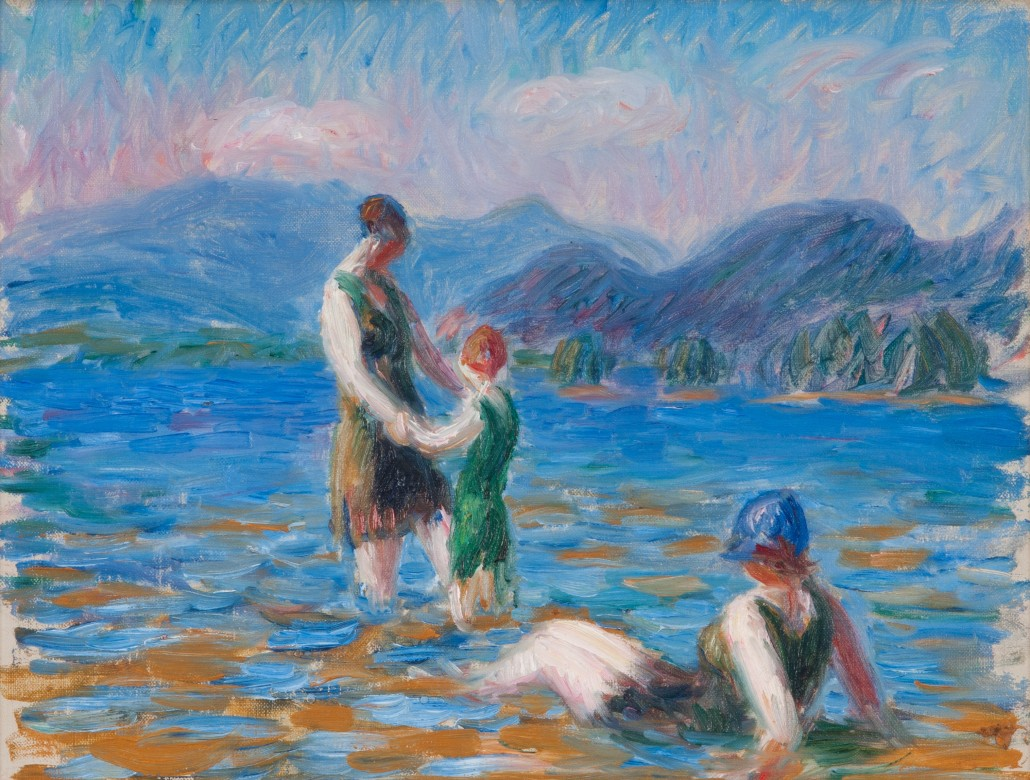
Bagnanti sul lago
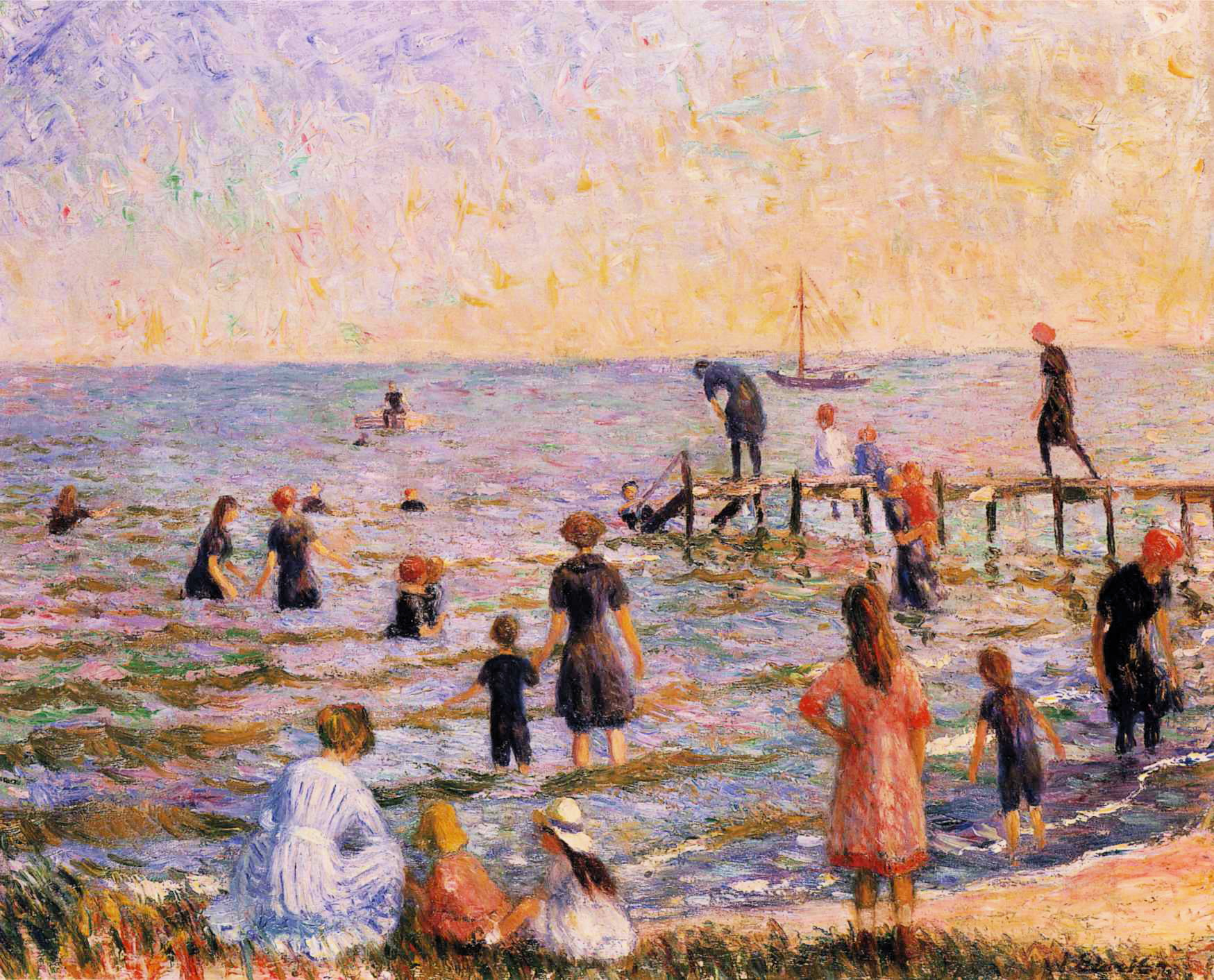
Bagni a Long Island
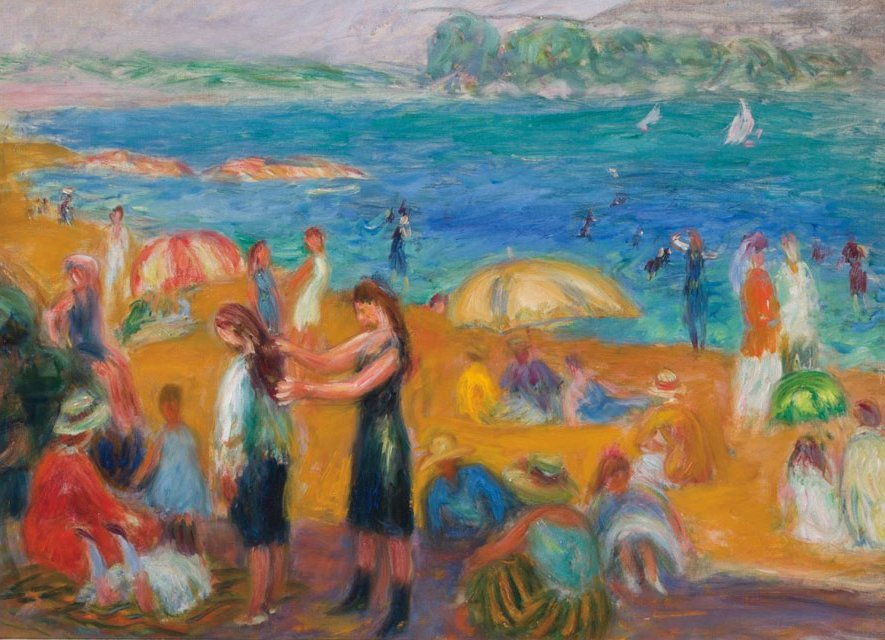
Bagnanti

### Ore spensierate

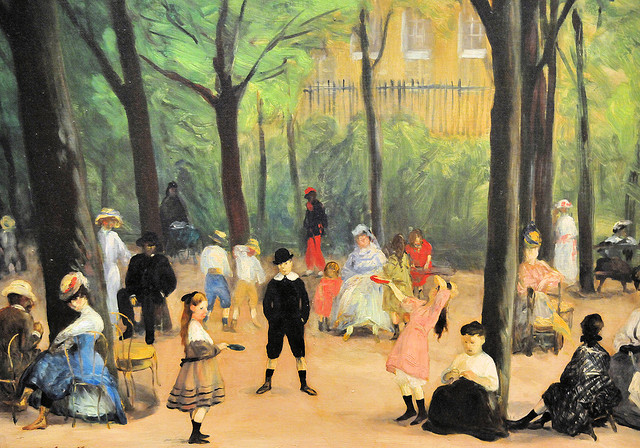
I giardini del Louxembourg
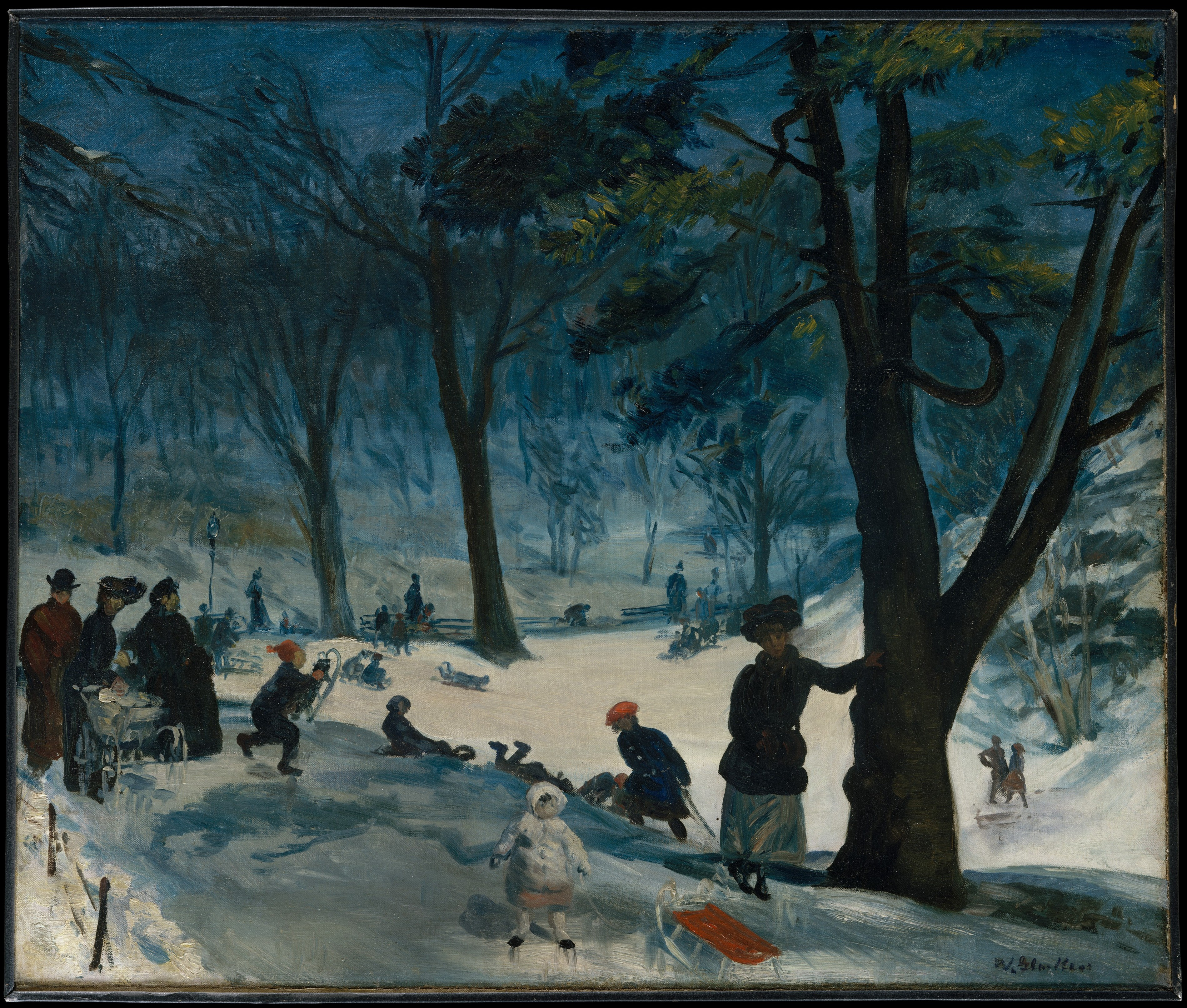
Central Park d'inverno
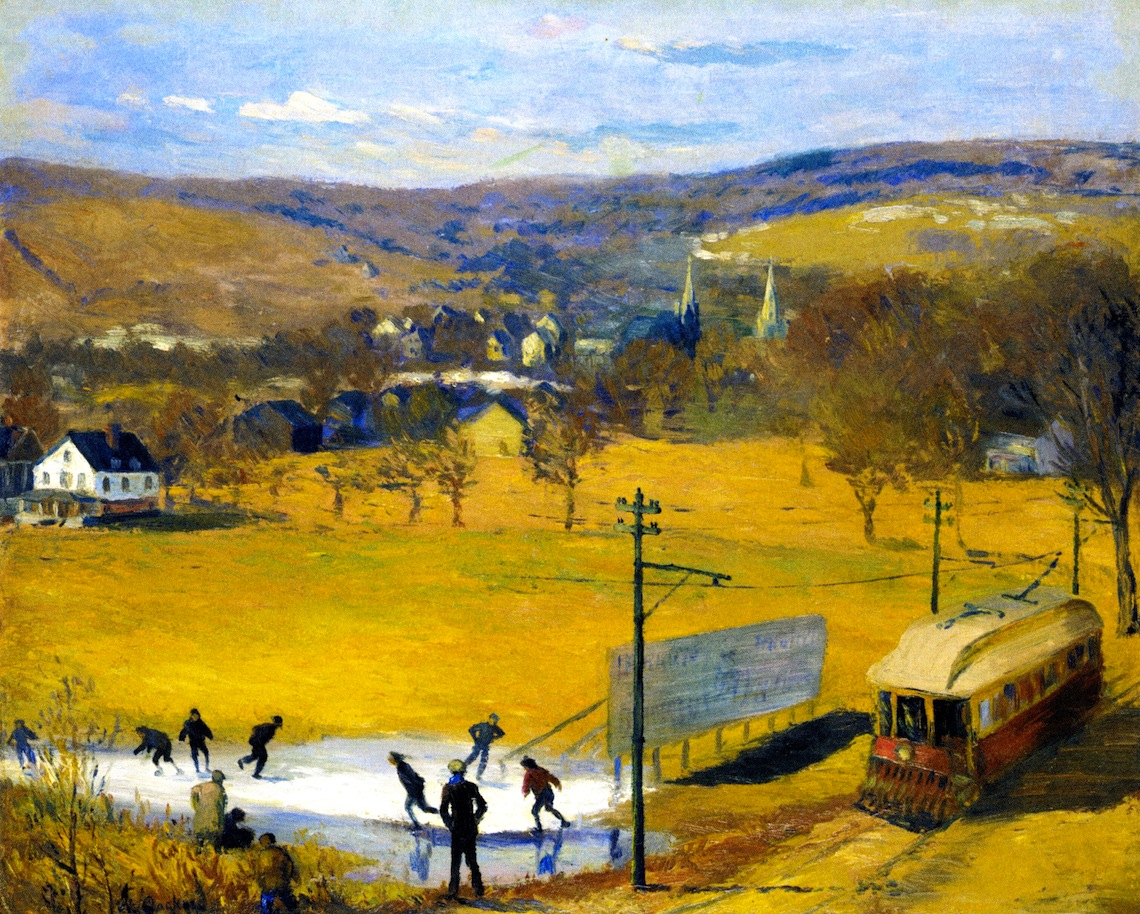
Pattinatori a West Hartford
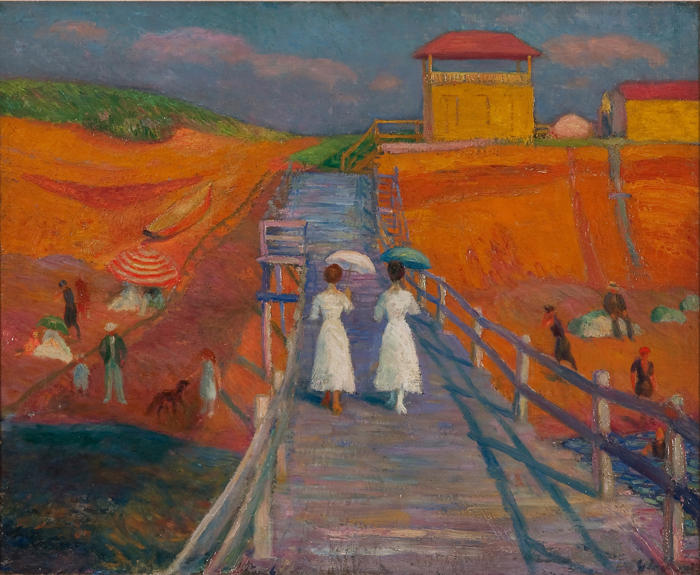
Passeggiata a Capo Cod Pier